# 準超実体
抽象代数学における準超実数（じゅんちょうじっすう、 英: super-real number）は実数を拡張する数のクラスで、Dales & Woodin (1996) によって超実数を一般化するものとして導入され、主に超準解析・モデル理論・バナッハ環論において興味がもたれる。準超実数全体の成す体は、それ自身が超現実数体の部分体を成す。

## 厳密な定義
X はチホノフ空間（T3½-空間とも）とし、C(X) で X 上定義される実数値連続函数全体の成す線型環を表す。C(X) の素イデアル P に対し、剰余線型環 A ≔ C(X)/P は、定義により環として整域を成す実線型環で、全順序付けられていると考えることができる。A の商体 F が準超実体 (super-real field) であるとは、F が真に実数体 ℝ を含む—ゆえに F は ℝ に順序同型 (order isomorphic) でない—ときに言う。
素イデアル P が極大イデアルならば、F は超実体—「超実数」全体の成す体—となる（ロビンソンの超実数の体はその非常に特別な場合である）。

## 関連文献
- Gillman, L.; Jerison, M. (1960), Rings of Continuous Functions, Van Nostrand, ISBN 0442026919